# Dora Moutot
Dora Moutot (23 de maig de 1987), és una escriptora, bloguera, influenciadora, polemista i activista feminista francesa que defensa un enfocament biològic essencialista, basat en la capacitat de procrear de la definició "dona".
Aquestes posicions, que ella descriu com "femenines", li van fer guanyar forta oposició per part d'activistes trans i altres feministes, que la van vincular al moviment TERF (feministes radicals amb exclusió de les persones trans).

## Biografia

### Formació
Es va graduar en Periodisme de Moda a la Central Saint Martins College of Art and Design.

### Carrera en mitjans de comunicació: blogs i periodisme

#### La Gaseta del mal gust
L'any 2009, Dora Moutot va crear el blog La Gazette du mauvais goût, on enumerà «tot el que és estrany, excèntric, insòlit, traspàs, marginal, folklòric». A Libération, explicà la seva motivació: «M'agraden les coses que no van juntes, com l'esgarrifosa i la super princesa Disney. M'agrada el kitsch, l'encaix rosa... Així, quan estudiava disseny de moda, la gent em deia que tenia mal gust».

#### Projecte de càmera web Tears
El febrer de 2012 va crear el bloc i el projecte artístic Webcam Tears, recopilant vídeos de persones filmant-se plorant amb la seva càmera web. El projecte artístic fou criticat al llibre de Zoe Alderton, The Aesthetics of Self-Harm: The Visual Rhetoric of Online Self-Harm Communities ("L'estètica de l'autolesió: la retòrica visual de les comunitats d'autolesió en línia). A New York Magazine, parlà d'aquest projecte en aquests termes: «En una època en què mostrar genitals a Internet ja no és ofensiu, les llàgrimes són una nova forma de pornografia».

#### Altres activitats
El juny de 2013, va guanyar el premi Google-Le Monde pel seu bloc allotjat a la plataforma de blocs a Le Monde. El desembre del mateix any va ser nominada a la cerimònia satírica de Gérard de la Télévision per la seva participació com a columnista al programa Comment ça va bien!.
El 2014, va cofundar amb Sophie Pinchetti el webzine The Other, dedicat  les subcultures i cultures alternatives.
Ha escrit per a diversos mitjans de comunicació en línia com Vice i ha estat redactora adjunta de Konbini.

#### La sexualitat femenina a les xarxes socials
El 23 d'agost de 2018, Dora Moutot va crear el compte d'Instagram "Has gaudit?», dedicat a educar sobre la sexualitat femenina. El relat transmetia testimonis de dones que criticaven el rendiment sexual de les seves parelles masculines. El compte gaudí d'un cert èxit a les xarxes socials, amb un total de prop de 600.000 subscriptores l'agost de 2021, i esdevingué un aparador per a les crítiques a les relacions heterosexuals tradicionals. Encara sobre el tema de la sexualitat femenina i la dominació masculina en les relacions sexuals heterosexuals, l'any 2021 va publicar el llibre Mâle-baisés.

### Escissió progressiva respecte al feminisme contemporani

#### Feminisme essencialista
A partir de la dècada del 2020, Dora Moutot ha anat adoptant progressivament posicions cada cop més iconoclastes envers els moviments feministes contemporanis. El seu principal greuge és la primacia, segons ella, de la "teoria de gènere". Així, es defineix com “crítica al gènere" i al "femellisme", terme que utilitza per descriure el moviment feminista essencialista, del qual és membre. Segons ella, la idea principal a defensar és que les dones tenen necessitats específiques basades en la seva biologia, que permet que les dones transgènere siguin fora del grup social de les dones, sobretot per l'absència d'òrgans reproductors femenins i cicles hormonals femenins. Critica a més la noció d'⁣identitat de gènere, afirmant que la genètica i la biologia constitueixen criteris suficients i que les autodefinicions i les afirmacions d'identitat no haurien de ser objecte de reconeixement social i polític.
A poc a poc va adoptant reserves cap als principals èxits de la segona onada feminista: l'abril de 2022, es qualificà de la següent manera — sense oposar-se - anticoncepció de «excisió psíquica» per a dones.
Segons Constance Lefebvre, del col·lectiu Tous des femmes, Dora Moutot desenvolupà «afinitats amb les teories que promouen els rols de gènere tradicionals dins la parella. És un discurs molt essencialista, que coqueteja realment amb el masclisme». El juliol de 2022, després que el polemista masclista canadenc Jordan Peterson negués l'existència del patriarcat i demanés als homes a "endurir-se" per lluitar contra la «feminització». Dora Moutot rebutja la qualificació de masclista que li atribuïen les feministes: això seria, segons ella, un «una etiqueta estúpida per desqualificar-lo sense ni tan sols mirar realment el que està fent». Ella afirmà que Peterson era «un dels únics nois que explicava als homes com tenir valors».

#### Polèmica i postures contra la transidentitat
El febrer de 2020, va ser coautora d'un article titulat «Trans: n'hi ha prou de proclamar-se dona per poder exigir ser considerada com a tal?», oposant-se a la inclusió de persones transgènere dins del moviment feminista. La columna, publicada per primera vegada a HuffPost, va quedar inèdita abans de ser republicada al lloc web de Marianne.
El seu compromís contra el reconeixement social i legal de la transidentitat implicaria, sobretot, un activisme entre càrrecs electes. El 6 de desembre de 2021, Dora Moutot animava així els seus subscriptors d'Instagram a liderar una campanya de pressió amb el Senat per eliminar la menció de la identitat de gènere d'una llei destinada a prohibir les teràpies de conversió. Aquesta convocatòria va comportar l'enviament de més d'un centenar de còpies del mateix correu electrònic estàndard als senadors que examinaven la llei. El dia abans de la votació, afirmava haver estat rebuda amb Anissia Docaigne-Makhroff per la ministra Marlène Schiappa per presentar un expedient de «Recursos sobre qüestions d'ideologia de la identitat de gènere».
L'agost de 2022, Dora Moutot i Marguerite Stern, una altra reivindicada representant del feminisme, van signar una columna adreçada a la primera ministra, Élisabeth Borne, i publicada a Marianne, en la qual s'oposaven a un cartell de planificació familiar que representava un home embarassat, que segons elles mostrava «un vocabulari utilitzat pels activistes transactivistes». Segons Mediapart, el text d'aquesta columna fou «retransmesa de manera aclaparadora per activistes, mitjans de premsa o personalitats d'extrema dreta». Arran del rebombori, Stern i Moutot foren rebudes per les diputades liberals de Renaixement Caroline Yadan i Aurore Bergé. Altres càrrecs electes de LREM estaven indignats per aquestes invitacions, com Pierre Karleskind i Raphaël Gérard.
L'octubre de 2022, Dora Moutot publicà un manifest "femenílista" que segons ella significava «oposar-se a la legislació que esborri el sexe a favor de la noció d'identitat de gènere». Va llançar, amb Marguerite Stern, una plataforma en línia destinada a apropar «les veus de les dones que no s'atreveixen a oposar-se a la transgènere en el debat públic». Reafirmaven que el que descriuen com «ideologia transgènere» era «perillós per als joves perquè negava les realitats biològiques».
El juliol de 2023, es va oposar a l'esmena de La França Insubmisa que proposava que una dona transgènere pogués ser empresonada en una presó de dones.

#### Conspiració i crítica de "lobby trans»
Entre les seves nombroses posicions amb relació a la transidentitat, Dora Moutot afirmà repetidament que «multimilionaris transhumanistes finançaven el vestíbul trans», compartint especialment les tesis de la bloguera nord-americana Jennifer Bilek, que denunciava multimilionaris que s'haurien «infiltrat en la comunitat gai» per tal de «convèncer les persones cisgènere que han de fer una transició, amb l'objectiu final de […] esclavitzar la humanitat fusionant l'home i la màquina».

#### Conseqüències
Per les seves posicions considerades transfòbiques i la seva suposada proximitat amb figures de l'extrema dreta, Dora Moutot ha declarat ser víctima d'assetjament massiu. Diverses marques també estan acabant amb els compromisos comercials que tenien amb ella.
El maig de 2024, va denunciar una «petició d'assassinar-la» de la qual hauria estat objecte durant una manifestació a Estrasburg. L'autora de Harry Potter, J. K. Rowling, les posicions de la qual en temes de gènere també li havien valgut acusacions de transfòbia, van suposar-lo mostres de suport "suport".

### Sensibilitzar sobre el CBCG i la naturopatia
Dora Moutot pateix colonització bacteriana crònica de l'intestí prim (CBCG) des del 2009 i està duent a terme diversos projectes per conscienciar sobre aquesta malaltia. Ella tracta els seus símptomes amb una dieta naturista.
El juny de 2019 va publicar el llibre À fleur de pet, on relata la seva experiència amb el CBCG. També té un compte d'Instagram dedicat a les malalties intestinals. El novembre de 2020, va llançar la sèrie web How I Hacked My Intestines, centrada en CBCG. Aquesta sèrie s'emet a Arte.tv, TV5 Monde i France.tv Slash. Segons L'Express, Dora Moutot promou però tractaments no convencionals per aquests trastorns.

## Polèmiques i crítiques

### Polèmica per la broma d'Estat Islàmic
L'any 2020, Dora Moutot publicà una broma a Instagram sobre Estat Islàmic i la pandèmia de la Covid-19 en què es preguntava si els membres de l'ISIS agraïen l'⁣ús de mascaretes, equiparant-les al hijab.
Els internautes l'acusaren d'⁣islamofòbia i de feminisme blanc, i fins i tot l'assetjaren cibernèticament. En resposta a l'onada d'assetjament, va presentar una denúncia per ciberassetjament i difamació. Llavors va rebre el suport del moviment feminista Femen.

### Acusacions de transfòbia
El seu compte d'Instagram «Has gaudit?» fou criticat pels activistes transgènere que l'acusaren de no incloure les persones transgènere o l'acusaren de transfòbia. En resposta a aquestes crítiques, ella respongué  que les dones cisgènere «no són la mateixa biologia i, per tant, no és la mateixa experiència, ni els mateixos problemes que les persones trans» i criticà el «terrorisme d'esquerres» i el «pensament correcte» significatiu dins del feminisme.
El setembre de 2021, set autores es van retirar d'una fira del llibre feminista, després de saber de la presència de Dora Moutot i Marguerite Stern en aquesta fira, i pels comentaris d'aquestes que consideraven transfòbics.
El 15 d'octubre de 2022, a l'espectacle Quelle époque! , a France 2, descrigué la periodista Hanneli Escurier com "dona transidentificada" i la política Marie Cau, primera alcaldessa transgènere de França, d'«home transfemení», negant-li la condició de dona i afirmant: «Per a mi, Marie Cau és un home». Marie Cau l'acusà, a canvi, de transfòbica, seguida de Jérémy Ferrari, que l'acusà d'utilitzar discursos d'odi. Durant aquest mateix espectacle, afirmà que les dones trans serien perilloses per a altres dones dins dels establiments penitenciaris, sobretot en casos de dones violades. 20 Minutes considerà que fou «una generalització infundada al voltant de notícies que es van produir en altres països» i descrigué aquests comentaris com a transfòbics. La seva invitació a France 2 va ser criticada pel lloc web Madmoizelle.
Arran d'una petició de l'Ajuntament de París, JCDecaux va retirar el 2024 un anunci del seu llibre Transmania, escrit amb Marguerite Stern i considerat transfòbic pel primer diputat de l'ajuntament Emmanuel Grégoire.

#### Conseqüències legals
El febrer de 2023, arran dels comentaris de Dora Moutot de 2022 sobre Hanneli Escurier i Marie Cau, les dues persones afectades així com les associacions LGBT Mousse i STOP Homophobia van presentar una denúncia contra l'activista per «insults públics cap a una persona a causa de la seva identitat de gènere i incitació pública a l'odi o a la violència contra un grup».
Dora Moutot organitzà un premi a la plataforma Leetchi per contribuir a les seves despeses legals. Les donacions van assolir l'objectiu de 15.000 €  en vint-i-quatre hores, fet que va portar a Dora Moutot a augmentar l'import dues vegades (20.000 € i després 25.000 €). Després que moltes persones es posessin en contacte amb Leetchi per sol·licitar la cancel·lació del premi acumulat, la plataforma va respondre que no podia fer-ho fins que es dictés una sentència contra Moutot.
El 20 d'abril de 2024, SOS Homophobia va anunciar que presentava una queixa contra Dora Moutot i Marguerite Stern pel seu llibre Transmania. L'associació acusava el treball d'«odi a les persones trans».

### Proximitat a l'extrema dreta
Arran de la columna publicada el febrer de 2020 a Marianne, mitjans com Mediapart (segons el qual la columna era «retransmesa de manera aclaparadora per activistes, òrgans de premsa o personalitats d'extrema dreta» ), Libération o Arrest sur images consideraren que hi havia una proximitat entre Dora Moutot i l'extrema dreta — fins i tot sense voler, segons especificà Stop on Images. Entre d'altres, Libération cità la seva aparició en mitjans com Sud Radio o L'Incorrect i el seu acostament amb Thierry Casasnovas, figura del conspiracionisme francès, i l'antiavortament.

### Foment de les pseudociències
Segons L'Express, Dora Moutot promou tractaments no convencionals per al CBCG. L'agost de 2022, Moutot donà suport per exemple al naturista Thierry Casasnovas, sent supervisa també per Miviludes.

## Publicacions
- À fleur de pêt. Guy Trédaniel Éditeur, 2019, p. 356. ISBN 2813219819.
- Mâle-baisées. Guy Trédaniel Éditeur, 2021, p. 442. ISBN 978-2-8132-2537-5.
- avec Marguerite Stern, Transmania: Enquête sur les dérives de l'idéologie transgenre, Magnus, 2024.